# Főzelék

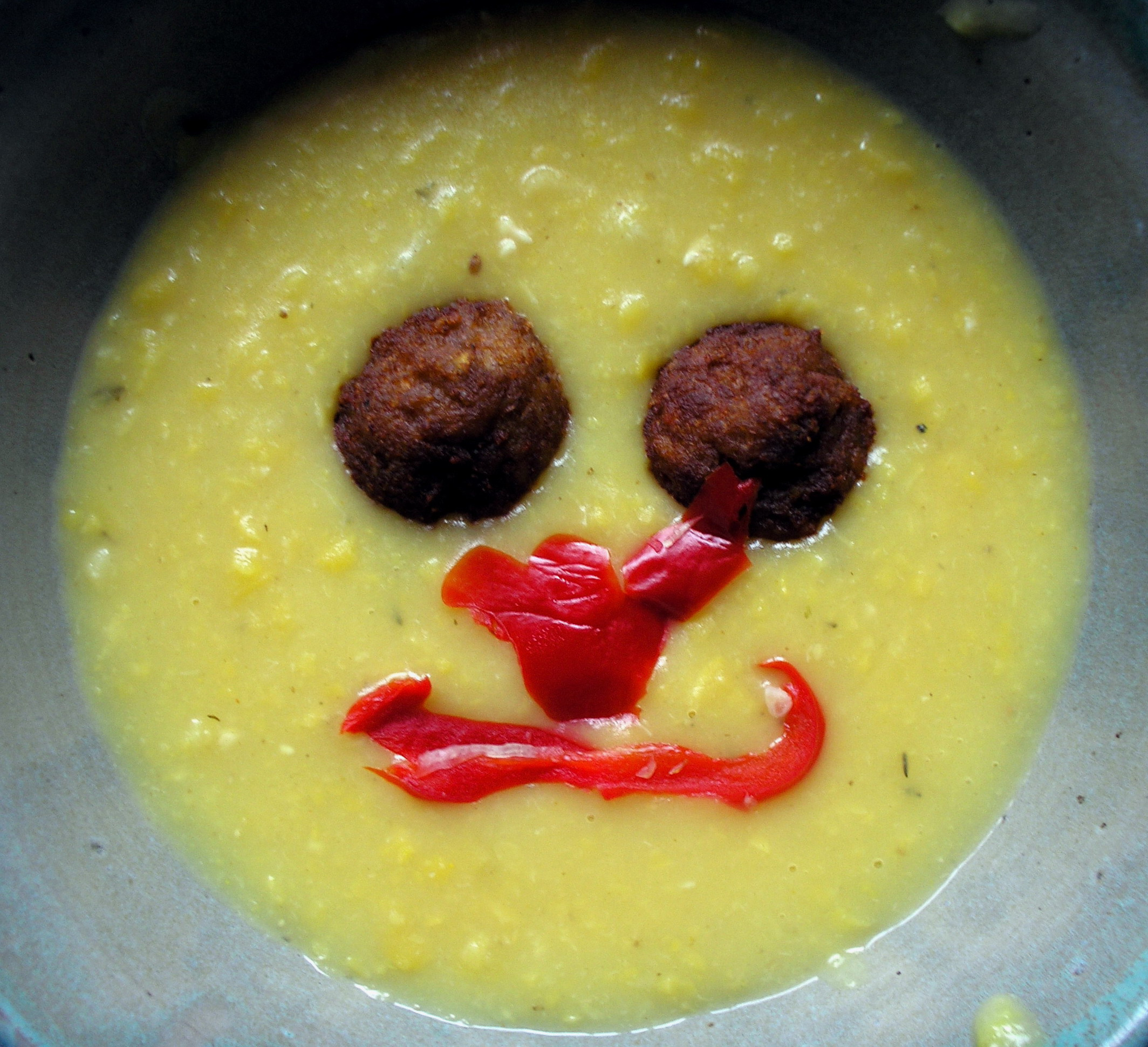
Un Főzelék a base di patate, opportunamente guarnito con polpette e peperoncino per formare una faccina sorridente (smile).

Il Főzelék è un piatto tipico della cucina ungherese, precisamente una zuppa, a base di verdura, panna acida, strutto  e/o farina.
I Főzelék più comuni sono di patate, zucca, spinaci, piselli e di crauti.
Il Főzelék è più denso delle passate di verdura e, sempre rispetto a queste, ha una consistenza poltigliosa.